# Combs Township
Combs Township est un township du comté de Carroll dans le Missouri, aux États-Unis,. Le township est fondé en 1872 et baptisé en référence au colonel Howard T. Combs, une personnalité du comté.

## Source de la traduction
- (en) Cet article est partiellement ou en totalité issu de l’article de Wikipédia en anglais intitulé « Combs Township, Carroll County, Missouri » (voir la liste des auteurs).